# 신풍 (일본)
신풍은 일본어로 신푸(음독)나 가미카제(훈독)라고 하는 신토 용어로, 특히 원나라의 일본 원정을 막은 두 태풍을 가리키는 말로 쓰인다. 

## 같이 보기
- 신풍괴도 쟌느
- 신풍익스프레스